# 施肥
施肥（せひ）とは、作物などの植物の生育を促すため、肥料を与えることである。主な目的は、土壌中で不足した養分供給を補うことである。　

## 施肥法
施肥を行う際は、互いに関連している、施肥時期や施肥方法、肥料の種類や施肥量などについて検討しなければならない。施肥法とは、施肥を行う方法のことである。特に窒素は、水稲生育に大きな影響を与え、土壌窒素の供給量だけでは目標収量を確保できないことから、窒素成分は非常に重要である。

### 施肥時期による肥料の分類
施肥時期は、「元肥」と「追肥」に分かれる。 

#### 元肥
元肥（もとごえ）は、植物の種まきや苗の植え付けに先立って与える肥料。遅効性で長期間肥効が続く肥料を使う。基肥（きひ）ともいう。元肥は初期生育を確保するために行うものである。基肥量は使用する肥料の種類、各地の土壌、気象条件、品種によって異るので、 過量にならないようにする。特に、グライ土壌では、生育の中後期に土壌窒素の発現量が大きい場合があるので、元肥と追肥を組合わせて実施する。
- 寒肥 - 植え付け後、冬季で成長が休止しているときに施す肥料で、元肥と同様の目的がある[2]。
- 花肥、実肥 - 開花結実のために施されるリン酸などの肥料で、主として元肥として施す肥料[2]。

#### 追肥
追肥（ついひ、おいごえ）は、植え付け後、植物の生育途中の過程で施す肥料。化学肥料や液体肥料の速効性がある肥料を使うが、樹木のように長期間生育するものについては、遅効性で長期間肥効が続く肥料を使うのもよい。生育調整と後期生育維持を目的として行うもので、生育診断により施肥時期 と施肥量を決定する。減数分裂期までの追肥を基本とし、出穂期以降の追肥は品質・ 食味が低下するので原則的に行わない。
- 芽出し肥 - 発芽期前に発芽を促すために与える肥料[2]。
- 止め肥 - 開花期まで肥料の効果が残っていると茎や葉ばかりが成長するため、花芽ができ終わる頃に効果が切れるように施される最後の肥料[2]。
- お礼肥 - 花や実がなった後に植物の回復を促すために与える肥料[2]。
- 置き肥 - 主に鉢植えに使われる方法で、鉢土の上に置き、水やりのたびに少しずつ溶け出して効く肥料[2]。

### 施肥方法
施肥方法には、耕起前に施肥を行う全層施肥法、田植えと同時に施肥を行う側条施肥法および播種と同時に施肥を行う育苗箱全量施肥法がある。また、追肥などで行われる表面施肥法がある。

#### 全層施肥（法）
耕起前に施肥を行い、肥料が耕起された作土全土に混和される。施肥窒素の利用率は20~30%である。初期生育はやや劣る傾向があるが、その後の生育は旺盛になる。肥料が移植と同時に基肥を植付け株の横2cm程度、深さ3~5cmの位置にすじ条に局所施肥される。肥料が土中に埋め込まれ根の近傍に存在するため施肥窒素の利用率は30~40%と高く、初期生育を促進する。

#### 側条施肥（法）
田植えと同時に施肥を行う。側条施肥移植機を使用する。

#### 育苗箱全量施肥（法）
肥法・播種と同時に施肥を行う。育苗期間中に肥料成分が殆ど溶出しない肥効調節型肥料を用い、一作で必要な窒素全量を播種時に育苗箱に施肥する。肥料が根に接触していること、 移植後水稲の窒素吸収に近似して窒素成分が溶出することから施肥窒素の利用率は80 %と極めて高く、追肥は不要で減肥が可能である。

### 施肥量
施肥量は、目標の収量を得るために必要な窒素吸収量や土壌窒素吸収量、施肥体系や窒素利用率などを考慮して決める。

#### 基肥窒素量の決め方
(例：中央地域のあきたこまち場合) 
- 目標収量と窒素吸収量：10a当たり、目標収量が570kgの場合水稲の成熟期の窒素吸収量はおおむね11.5kgである[1]。
- 土壌窒素吸収量：中央地域の土壌窒素吸収量はm²当たり7.7g (10a当たり7.7kg) である[1]。
- 施肥体系：速効性の化成肥料を用いた基肥+追肥2回の体系で示す。 肥料窒素利用率:速効性の化成肥料を用いた場合の差し引き法による窒素利用率は、基肥(全層施肥)でおおむね25%、追肥(表層施肥)は幼穂形成期で60%、減数分裂期で70%である[1]。

- 基肥窒素量：幼穂形成期、減数分裂期にそれぞれ10a当たり2kg追肥する場合、窒 素利用率を考慮すると水稲は10a当たり、幼穂形成期に1.2kg、減数分裂期に1.4kg、 この他土壌から7.7kg、計10.3kg吸収する。目標窒素吸収量11.5kgに比べ1.2kg不足 である。この不足分が基肥由来の必要窒素量となる。基肥の窒素利用率を25%とすると必要な基肥量は窒素で10a当たり4.8kgとなる[1]。

#### 復元田の施肥量
転換畑を復元した水田では、土壌の乾燥や下層土まで酸化層が拡大することにより、土壌窒素の無機化量が増加したり水稲の根の養分吸収力が高まりやすい。その ため、ほ場来歴を考慮した肥培管理を行わないと倒伏、収量の低下、品質低下となる場合がある。水稲の窒素吸収量は、復元1~2年目では連作水田に比べ増加し、 復元3年目以降は連作水田とほぼ同等になる。土壌窒素供給量は復元2年目頃まで多くなるので、基肥窒素量は減肥し、生育の推移をみながら、生育や葉色の診断に基づき追肥時期や量を決める。また、作付け品種は、耐倒伏性の強いものを選択する。復元田でも畑期間の残存肥料に由来する可給態リン酸が多い場合は、一律増施 を改め、土壌診断基準に基づいて施肥する。また、カリについても同様である。
基盤整備後の大区画ほ場では地力ムラが生じやすい。そのため、土壌窒素無機化 量が多い場所では過繁茂による倒伏が発生しやすく玄米窒素濃度の増加等で品質が低下する。また、土壌窒素無機化量が少ない場所では生育不足で収量が低下する。 このため、ほ場の状態をよく観察し、地力ムラに対応した栽培管理に努める必要が ある。土壌窒素無機化量は、整備前より増加するので、基肥を減らし、生育状況を見ながら追肥で調節する。また、土壌診断により、リン酸やケイ酸などの土づくり肥料を施肥し土づくりに努める。

### 側条施肥法

#### 特徴
側条施肥は、局部的な施肥となるために、施肥部分における肥料濃度は通常の全層施肥に比べ著しく高濃度になり、初期の養分吸収が旺盛になって生育が良好になる。表面水への溶出・流亡が少ないので肥料利用率が向上し、経費節減ができ環境保全的である特徴をもっている。

#### 側条施肥導入の条件
側条施肥は初期生育の促進効果が期待できるので、地域の生育特性に応じた、側条施肥、全層施肥と側条施肥の組合わせ及び追肥の体系を設定する。 側条施肥に用いる肥料は、速効性肥料や速効性肥料と肥効調節型肥料を混合した、ペースト状肥料や粒状肥料がある。これらの肥料の使用は、側条施肥機の機種に合わせて選ぶ。
速効性肥料のみを用いた側条施肥では、移植後約1か月の8葉期近くになると施肥窒素がほぼ消失し、地力の低い土壌では地力窒素が不足し葉色の低下するおそれがあるが、このような場合は、肥料切れを補うためにつなぎ肥を施肥する。窒素成分で1.5kg/10aが目安である。

### 流し込み施肥による追肥法

#### 特徴
- 流し込み施肥による追肥は、水に極めて溶けやすい泡状(ポーラス状)の流し込み専用肥料を水田の水口から灌漑水とともに施肥する省力で均一な追肥方法である。
- 流し込み施肥後3~4日で施肥成分が田面水全体に拡散し、濃度がほぼ均一になる。追肥後の止葉の葉色や水稲収量の変動係数が小さく、均一な生育・収量が望める。
- 基盤整備が進められている大区画ほ場水田では省力的追肥技術として有望である[1]。

#### 流し込み施肥導入の条件および作業手順
- 畦畔が湛水深8cm以上を確保でき、6~7時間で湛水深8cm以上を確保できること。
- 減水深が3cm/日以下で、田面の高低差が±3cm以内であること[1]。

#### 留意点
- 高低差の大きい水田では凹部で施肥量が多くなり、生育ムラができやすいので、できるだけ均平にしておく。また地力差の大きいほ場での使用は避ける。
- 減水深の大きな水田では水口付近に肥料成分がかたより、生育ムラを起こすので本技術の漏水田への導入は避ける。
- 中干しなどで亀裂が発生したり、溝切りを行った水田では亀裂や溝の周辺で灌漑水の浸透が大きく、多く施肥されるため生育ムラが見られるので施肥前に、水をいれて十分に湿らせておく必要がある[1]。